# Каубој Бибоп
Каубој Бибоп или Бибоп каубоји (јап. カウボーイビバップ, Kaubōi Bibappu) је јапанска получасовна анимирана научнофантастична серија емитована на каналу  у периоду од 1998. до 1999. године.
Радња серије је смештена у 2071. годину и прати групу ловаца на главе који се боре против криминалаца и путују кроз свемир на свом броду Бибопу. Иако су корени серије у научнофантастичном жанру, Каубој Бибоп је често користио мотиве и клишее из других жанрова као што су вестерн, филм ноар, и кунг-фу филмови. Због овога је Каубој Бибоп често ишао уз поднаслов енгл. The work, which becomes a new genre itself, will be called... COWBOY BEBOP (срп. Дело, које ће постати засебан жанр, зваће се... КАУБОЈ БИБОП).
Серију Каубој Бибоп је креирао режисер анима Шиничиро Ватанабе као свој редитељски деби, након што је провео почетак своје каријере радећи на серији Макрос плус. На серији су још радили и сценариста Кеико Нобумото који је написао већину епизода, композитор Јоко Кано која је написала сву музику која се користи у серији, Кимитоши Јамане који је осмислио свемирске бродове и друге научнофантастичну технику, и Тошихиро Кавамото који је осмислио ликове. Серија је анимирана у студију Sunrise у Токију.
Серија Каубој Бибоп је имала своју премијеру на каналу TV Tokyo у априлу 1998. године, али је отказана пре него што је емитовано свих 26 планираних епизода. У својој целости је приказана на каналу  у периоду од октобра 1998. до априла 1999. године.
Од првог емитовања, критка је добро прихватила Каубој Бибоп хвалећи његов стил, анимацију, музику, причу и ликове. Серија је освојила многе награде у жанровима анима и научне фантастике и сматра се једним од најбољих увода у свет анима. На западу, Картун нетворк је емитовао Каубој Бибоп у целости у склопу програма анимираних серија за одрасле, Адулт Свим.
Године 2001. премијерно је приказан филм Каубој Бибоп  који је такође добио веома добре критике. У периоду од 1998. до 2000. године, манга адаптација Каубој Бибопа под називом Cowboy Bebop: Shooting Star ја излазила у часопису Асука фантази (Asuka Fantasy DX).

## Радња
2021. године, човечанство је изумело свемирске портале који су омогућили брже путовање кроз Сунчев систем. Али, те исте године, у експлозији једног од ових портала, Месец бива уништен и Земља полако постаје ненастањива. Људи затим напуштају планету Земљу и креирају колоније на другим планетама Сунчевог система и на њиховим сателитима.
Педесет година касније, ловци на главе Спајк Спигл и Џет Блек се боре против криминалаца и терориста путујући са планете на планету бродом Бибоп. Спајку и Џету се у њиховим авантурама придружују бунтовна фатална жена и ловац на главе Феј Валентајн, андрогена девојчица Едвард која је експерт за компјутере, и  Ајн велшки корги пемброк повећане интелигенције.
Главна прича Каубој Бибопа прати Спајка и сукоб са његовим архинепријатељем Вишосом, око девојке по имену Јулија. Спајк је у својој младости био члан криминалне организације "Црвени змај" заједно са Вишосом и био му је саборац. Након окршаја у коме је рањен, Спајк одлази до Јулијиног дома која је у том тренутку била у вези са Вишосом. Спајк и Јулија се заљубљују једно у друго и одлучују да побегну од живота криминала. Спајк лажира своју смрт и чека Јулију да би заједно побегли од тог живота, али она се никада не појављује. У последњој епизоди серијала "The Real Folk Blues", Спајк и Јулија се поново срећу, што Вишос сазнаје. Јулија страда у окршају са синдикатом "Црвени змај". Спајк се опрашта од Џета и Феј, а затим напада седиште Црвеног змаја где се на крају сукобљава са Вишосом, у дуелу који се завршава смрћу обојице.